# Guiselyne Isenbrant
Guiselyne Isenbrant, född okänt år, död 1660 i Ypres, var en kvinna i Flandern i nuvarande Belgien som avrättades för häxeri.
Målet mot henne ansågs redan i hennes samtid vara ett justitiemord. Hon arresterades på så lösa grunder att domstolen först vägrade ta emot anmälan. Hennes familj protesterade mot arresteringen och vidtog rättsliga åtgärder. Då rättegången var nära att ogiltigförklaras, tillgrep myndigheterna tortyr och torterade henne så svårt att hon genast avlade en bekännelse. Hon avrättades sedan snabbt genom bränning på bål. Efter avrättningen väcktes åtal mot domstolen, som dömdes för justitiemord år 1670.